# 失落的房间
《失落的房间》（英語：The Lost Room，又译《迷之屋》、《亡命魔界》、《灵异凶间》），是美国科幻频道播出的三集电视连续剧。
该剧围绕一个谜一样的汽车旅馆的10号房间，以及其中100件看似平常却有特异功能的物品展开故事。主人公侦探Joe Miller获得了房间的钥匙，但他的女儿Anna却在房间裏消失了。为了找回他的女儿，Joe开始了探寻和冒险之旅。

## 房间
该剧中的“房间”其实是在新墨西哥州Gallup外围的一个废弃的阳光汽车旅馆里现在并不存在的第十号房间。1961年5月4日下午1点20分44秒这个时刻，在这个房间的所在地发生了某些事情，从此抹去了此房间的以及它曾经存在的历史。这就剧中所称得“那件事”，被认为是从此之后这个房间和里面的“物件”拥有不平常功能的起源。在“那件事”发生的时候，这个旅馆还处在运营时期并且拥有这个十号房间。“物件”其中之一，一张未冲洗出的宝丽来照片，可以使站在现实世界的阳光汽车旅馆废墟上这个位置的拥有者看到这个十号房间在“那件事”发生之前的本来面貌。

## “Conroy實驗”
Collectors把煙灰缸、時鐘、10號房鑰匙、指甲鉗、香煙、錶盒和牙刷固定在旅館9號房的門上，並且用10號房鑰匙打開，造成了現實幾乎崩潰，而開門的女人消失於門前。

## “物件”
物品外表看來與日常中的物品沒有異樣，而物品處於十號房間以外時皆會無法被摧毀，這亦是檢測物件是否房內物品的最簡單可靠的方法。每一樣的物品皆擁有不同的能力，然而劇中Wally曾指出並不是每一樣的物品皆為於日常生活中有用：一些極為強大有用，如十號房間的鑰匙；一些不太有用如巴士車票；而一些極為無用，如傘子，手錶。大多數物品的發動能力方法與日常生活中該物品的使用方法一樣，如以鑰匙開鎖或以梳子梳頭以發動效果，而少數，如手錶則是放置雞蛋於手錶帶中以發動效果。不同的物品可組合一起以創造獲得不同的新能力，如手錶與小刀結合使用可以令使用者有心靈感應的能力。而多種的物品結合往往會引發更強大的效果，破壞力及能力，例如於「Conroy實驗」中所結合的六種物品，令九號房間以鑰匙打開時出現時空的撕裂並複製十號房間中的「那件事」。
任何物品於十號房間內皆會喪失其能力，變回普通物品，並可被摧毀，此在劇中一再強調。根據Eddie McCleister(The Occupant，房間擁有人)，如果於十號房間內摧毀物品的話，該物品被替換為另一個類似的對象，以符合質量守恆定律，並指物品為守衡不減的。物品若並未出現已知可見或可用的能力(如牙刷，聖經，香煙)時會被分類為處於休眠狀態；而若物品具有潛在的致命或傷亡作用的(如原子筆和玻璃眼)則被視為武器。物品彼此之間會互相吸引並有趨勢趨向集結回到十號房間內，根據The Occupant，物品之間會有電流及雜音的關聯和感應，因此不同物品的擁有者會被物品影響並各自遇上大家，如Joe與Wally的相遇。只有The Occupant才有能力可以避免物品向自己集結及吸引並與物品保持距離。
劇中的幾個角色(如Weasel,Joe及Karl)也認為物品當中有一樣中心物品或首要物品(Prime Object)，而首要物品被視為是連繫及指揮其餘全部物品亦是所有物品中最重要最強大的。在劇中有幾件的物品皆被懷疑為首要物品。但根據The Occupant，根本沒有真正的首要物品，其自己本身亦只是單純的一件物品，與其他無異。而Occupant有能力於房間開門重置之時於不同時空中檢索於房間中失去的東西，但沒有首要物品中連繫及指揮其餘全部物品的能力。
| 物品名稱           | 能力 | 首次出現地方或擁有者                                               | 最後擁有者及地點                                                |
| ------------------ | --- | ------------------------------------------------------------------ | --------------------------------------------------------------- |
| 煙灰缸             | 「Conroy」實驗中用以撕裂時空的七樣物品中的其中一樣。能力未知。 | 「Conroy」實驗                                                     | 屬於Karl Kreutzfeld，實驗後返回十號房間                         |
| 聖經               | 能力未知。 | Sood的電腦資料庫                                                   | 未知                                                            |
| 雙筒望遠鏡         | 能力未知。 | Collector的密室                                                    | Collector的密室                                                 |
| 巴士車票           | Yucca Transit的巴士車票，編號為 # 11560而巴士車票的起點是亞利桑那州的Willowbrook。巴士車票會自動將接觸到車票的人送到新墨西哥，Gallup外圍的美國的66號公路，因為該處為所有物品及該件事的起源地點。被傳送的人會從天而降並以合適的速度墮地而不做成損傷。巴士車票的一端以膠帶包着以便使用者手執使用時不會被送走。 | Wally Jabrowski                                                    | Wally Jabrowski                                                 |
| 相機               | 能力未知。 | The Order於房中桌上的收藏之一                                      | The Order                                                       |
| 時鐘               | 時鐘的錶面被定在下午1:20:44(事件發生的準確時間)。「Conroy」實驗中用以撕裂時空的七樣物品中的其中一樣。能夠令黃銅中的錳昇華變為氣態亦能使錳氣變為固體。 | Karl Kreutzfeld 的保險庫                                           | 屬於Karl Kreutzfeld，實驗後返回十號房間                         |
| 外套               | 由於物品無法於現實中被摧毀，穿上後能當成避彈衣使用。其他能力未知。 | 推測原為屬於Karl Kreutzfeld，被Joe偷走後重置房間並出現在房間衣櫃內 | 原屬於Joe Miller，其後被Karl Kreutzfeld奪走                     |
| 梳子               | 當使用梳子梳頭時會停止時間，但最多維持十秒。根據官方網站，光頭的人是無法使用梳子。當時間停止時，使用者可以移動及拿走沒有固定的東西，但不能移動已加固的物件。重覆使用可引起噁心暈眩。與錶盒共同使用可以進入及維持九號房間內的第二時空。                                                                       | Harold Stritzke                                                    | Jennifer Bloom                                                  |
| 袖扣               | 可以降低血壓。 | Karl Kreutzfeld                                                    | Karl Kreutzfeld                                                 |
| 撲克牌             | 誘導看見撲克牌鬼牌的人出現關於Sunshine汽車旅館及心內最為恐懼的幻象，可以用來使對方受驚並暫時癱瘓對方活動能力並帶有很強的後續性及副作用。Dr. Ruber看見撲克牌時出現了殺死Lou及放火搶走眼鏡時的幻象。 | The Order於房中桌上的收藏之一                                      | 原屬於Dr. Martin Ruber，後被Joe Miller奪走                      |
| 酒瓶               | 當打開時，允許使用者指定對方出現窒息感。 | Karl Kreutzfeld                                                    | Karl Kreutzfeld                                                 |
| 爽足粉             | 能力未知。 | Collector的密室                                                    | Collector的密室                                                 |
| 眼鏡               | 佩戴時，抑制20英尺半徑範圍內的燃燒，從明火到內燃機及槍內撞針。似乎並不會影響到佩戴者的視力。 | 原屬於車房維修工人，被Dr. Martin Ruber放火後奪走                   | Dr. Martin Ruber                                                |
| 玻璃義眼           | 可以修復及摧毀肉體。必須裝在眼窩內才可使用(故必須先以手術切除眼球)。被喻為最強的武器物品。 | Collector的密室                                                    | 屬於Karl Kreutzfeld，實驗後返回十號房間                         |
| 熨斗               | 能力未知。 | Collector的密室                                                    | Collector的密室                                                 |
| Joe                | Joe Miller。在射殺The Occupant後，根據物品守恆(一個物品被毀，另一個就產生)，代替The Occupant成為物品。估計可以與The Occupant一樣感應其他物品(所有物品都會互相感應，不過對於有意識的人而言是一種折磨)及於房間開門重置之時於不同時空中檢索於房間中失去的東西。                                                 | 未知                                                               | Joe Miller                                                      |
| 十號房間的鎖匙     | 可以打開任何一道有撞針鎖的門，並通往Sunshine汽車旅館的十號房間。從房間內，使用者可以選擇開啟任何一道類似結構的門，前提是使用者必先對該位置有清晰的印象，否則會被隨機分配一道門。目標的門並不需要與十號房間內的門有相同的比例。是「Conroy」實驗中用以撕裂時空的七樣物品中的其中一樣。                         | Karl Kreutzfeld的典當店中，後被Joe Miller獲得                      | 短暫被Karl Kreutzfeld奪去，後被Joe Miller遺棄於十號房間內       |
| 小刀               | 可與手錶結合使用令使用者有心靈感應的能力。能力未知。 | Sood的電腦資料庫                                                   | 未知                                                            |
| 火柴盒             | 能力未知。 | The Order於房中桌上的收藏之一                                      | The Order                                                       |
| 指甲鉗             | 「Conroy」實驗中用以撕裂時空的七樣物品中的其中一樣。能力未知。 | 「Conroy」實驗                                                     | 屬於Karl Kreutzfeld，實驗後返回十號房間                         |
| 指甲刀             | 令對方看見指甲刀反射的光而昏睡。 | Jennifer Bloom                                                     | Jennifer Bloom                                                  |
| 房間擁有者         | Eddie McCleister。是唯一的人類及有意識的物品。能夠控制物品之間的相互吸引力，從而使自己與物品隔離，同時也擁有感知物品的能力。能夠於房間開門重置之時於不同時空中檢索於房間中失去的東西。作為其中一樣物品，他在房間以外是無法被傷害殺死以及不受時間的影響。已於房間中被Joe Miller殺死而後者已獲得他的能力。     | 未知                                                               | Eddie McCleister                                                |
| 香煙               | 「Conroy」實驗中用以撕裂時空的七樣物品中的其中一樣。能力未知。 | 未知                                                               | 屬於Karl Kreutzfeld，實驗後返回十號房間                         |
| 萬字夾             | 能力未知。 | 未知。於Weasel的研究中。                                           | 未知                                                            |
| 原子筆             | 能夠做成效果如同微波爐的傷害及燒傷於接觸到筆尖的人身上。能夠致命及做成嚴重的傷害。接觸後，對方會被大炮般的速度被發射出去。也能令電器短路。 | Howard "The Weasel" Montague                                       | The Legion                                                      |
| 鉛筆               | 於於桌上敲擊便能出現硬幣。 | 未知                                                               | 未知                                                            |
| 未沖曬的保麗龍相片 | 在適當的位置和方向看時，允許使用者看到十號房間於事件前的面貌，包括房間的擁有者。使用者必須在廢棄的Sunshine汽車旅館外十號房間的原址上使用。有一張寫着「Gallup」的方便貼貼在相片之上，但不確定是物品本來之面貌還是後來加上。Ruber於沙漠之中看到相片中出現幻影但推測是基於熱衰竭。                              | Harold Stritzke的姑媽                                              | Dr. Martin Ruber                                                |
| 25美分硬幣         | 當吞下後，暫時可按使用者的意願出現一個人的回憶(在生或死去皆可)，讓他們以實體的形式，持續數天。使用者可隨時令實體消失而物品效果應該會隨排便結束。從回憶中建立的人似乎顯示很少或根本沒有獨立的人格，充其量作為承載記憶並根據回憶者的回憶來行動。                                                               | Karl Kreutzfeld                                                    | Karl Kreutzfeld                                                 |
| 鎖匙扣             | 能力未知。 | Collector的密室                                                    | Collector的密室                                                 |
| 收音機             | 調整到合適的頻道時能使使用者長高三英寸。 | Jennifer Bloom                                                     | Jennifer Bloom (the Legion)                                     |
| 剃刀               | 能力未知。 | The Order於房中桌上的收藏之一                                      | The Order                                                       |
| 剪刀               | 在一定空間內旋轉物體。旋轉的軸線可維持在物體的中心(自轉)或在外(向外翻)。人體大小的物體似乎較容易影響，愈大的物體須要較大力氣及時間。 | Zoraida Figueroa                                                   | Karl Kreutzfeld                                                 |
| 剃鬚刷             | 能力未知。 | Collector的密室                                                    | Collector的密室                                                 |
| 皮鞋               | 能力未知。 | Collector的密室                                                    | Collector的密室                                                 |
| 鞋油               | 能力未知。 | Sood的電腦資料庫                                                   | 未知                                                            |
| 雜誌               | 能力未知。 | Sood的電腦資料庫                                                   | 未知                                                            |
| 記事簿             | 能力未知。 | Sood的電腦資料庫                                                   | 未知                                                            |
| 明信片             | 能力未知。 | Sood的電腦資料庫                                                   | 未知                                                            |
| 杯子               | 能力未知。 | The Order於房中桌上的收藏之一                                      | The Order                                                       |
| 滑尺               | 能力未知。 | The Order於房中桌上的收藏之一                                      | The Order                                                       |
| 牙刷               | 「Conroy」實驗中用以撕裂時空的七樣物品中的其中一樣。能力未知。 | 未知                                                               | 屬於Karl Kreutzfeld，實驗後返回十號房間                         |
| 雨傘               | 導致他人認為他們認識使用者。 | 未知                                                               | 未知，最後出現於西雅圖                                          |
| 銀包               | 能力未知。 | Sood的電腦資料庫                                                   | 未知                                                            |
| 錶盒               | 在一定程度上及範圍中，防止東西惡化或腐化。與梳子共同使用可以進入及維持九號房間內的第二時空。「Conroy」實驗中用以撕裂時空的七樣物品中的其中一樣。能力未知。 | The Order於房中桌上的收藏之一                                      | 原屬於Joe Miller，其後被Karl Kreutzfeld奪走，實驗後返回十號房間 |
| 照片               | Eddie McCleister 與妻子Mabel Smith的合照。能力未知。 | Mabel Smith                                                        | Joe Miller                                                      |
| 手錶               | 將蛋放於於錶帶中可令蛋煮熟。可與小刀結合使用令使用者有心靈感應的能力。 | Karl Kreutzfeld                                                    | Karl Kreutzfeld                                                 |
| 肥皂               | 能力未知。 | Sood的電腦資料庫                                                   | 未知                                                            |
| 肥皂包裝紙         | 能力未知。 | Collector的密室                                                    | Collector的密室                                                 |

## “歷來收集物品的組織”
1.收集者
2.教會(神諭)
3.聯盟(軍團)

## 备注
- The mini-series may have been a backdoor pilot for a television series.[1]

## 出典
1. ↑  Brian Ford Sullivan. . The Futon Critic. 2006-12-11  [2007-01-14].